# Musketier

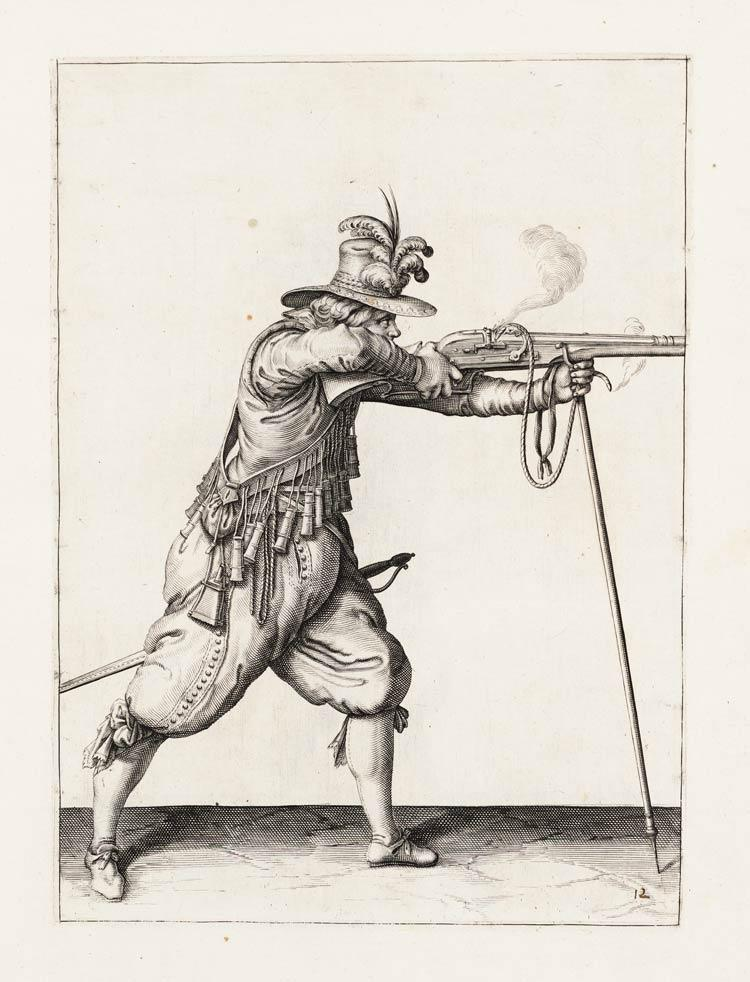
Musketier aan het begin van de 17e eeuw

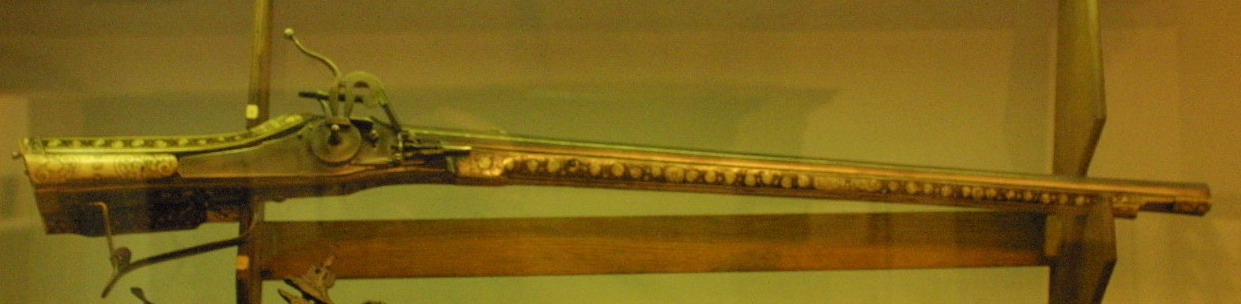
De haakbus, voorloper van het musket

Een musketier is een soldaat die is bewapend met een musket. Door de ontwikkeling van het musket, en de verbetering van de tactieken, ontstond dit type soldaat, naast de piekenier, de soldaat die bewapend was met een piek van 3 tot 5 meter. 
Het duurde vrij lang om een musket te laden. Bovendien konden ze niet te vaak achter elkaar worden afgevuurd. Om deze reden was het gebruikelijk piekeniers naast musketiers op te stellen zodat de eersten de laatsten konden beschermen tegen vijandelijke cavalerie.
Musketiers waren om dezelfde reden in de 17e eeuw ook bewapend met een degen, voor het man-tegen-mangevecht, waarbij zij overigens ook hun musket als knuppel konden gebruiken. Langzaamaan werd de degen vervangen door een korte sabel omdat dat praktischer was; deze werd in de loop van de 17e en begin 18e eeuw steeds minder gebruikt, tot ze bij de meeste legers aan het einde van de 18e eeuw verdween. Ondertussen was de bajonet ontwikkeld, waardoor de piekenier ook overbodig was geworden. 
Het musket was over het algemeen erg zwaar; in de 18e eeuw moest deze door een fourquet ondersteund worden om te kunnen vuren. Musketten werden steeds lichter, en ontwikkelden zich tot de 'fusil'. De term 'musketier', om een infanterist aan te duiden, werd zo langzaamaan vervangen door de term 'fuselier'.

## Trivia
- Het begrip musketier is waarschijnlijk vooral bekend door het boek De drie musketiers.
- Een musketier is de naam van een soort sik.